# پائول ایسبری
پائول ایسبری (انگلیسی: Paul Isberg; ۲ سپتامبر ۱۸۸۲ – ۵ مارس ۱۹۵۵) قایقران قایق بادبانی اهل سوئد بود.